# Chanu
Chanu (ʃa.nyⓘ) es una población y comuna francesa, situada en la región de Baja Normandía, departamento de Orne, en el distrito de Argentan y cantón de Tinchebray.

## Demografía
| 1135 | 1147 | 1141 | 1237 | 1189 | 1206 |
| Para los censos de 1962 a 1999 la población legal corresponde a la población sin duplicidades (Fuente: INSEE [Consultar]) |      |      |      |      |      |